# Afghanodon mustersi
Genre
Espèce
Synonymes
- Batrachuperus mustersi Smith, 1940
- Paradactylodon mustersi (Smith, 1940)

Statut de conservation UICN

 CR B2ab(iii) : 
En danger critique
Afghanodon mustersi, unique représentant du genre Afghanodon, est une espèce d'urodèles de la famille des Hynobiidae.

## Répartition
Cette espèce endémique d'Afghanistan. Elle se rencontre de 2 750 à 3 050 m d'altitude dans la province de Kaboul.

## Publications originales
- Dubois & Raffaëlli, 2012 : A new ergotaxonomy of the order Urodela Duméril, 1805 (Amphibia, Batrachia). Alytes, vol. 28, no 3/4, p. 77–161.
- Smith, 1940 : Contributions to the herpetology of Afghanistan. Annals and Magazine of Natural History, sér. 11, vol. 5, p. 382-384.